# Preliminariile Campionatului European de Fotbal 2016 – Grupa B
Grupa B din preliminariile Campionatului European de Fotbal 2016 este una dintre cele nouă grupe care va decide echipele ce se vor califica pentru turneul final. Din această grupă fac parte Bosnia-Herțegovina, Belgia, Israel, Țara Galilor, Cipru și Andorra, iar fiecare dintre ele va juca câte două meciuri contra celorlalte echipe din grupă.

## Grupă
| Legendă pentru culorile grupelor       |
| -------------------------------------- |
| Echipă calificată direct pentru turneu |
| Echipă care merge la baraj             |

Vezi departajările dacă două sau mai multe echipe au același număr de puncte.
| Echipa                | MJ | V | E | Î  | GM | GP | G   | Pct |
| --------------------- | -- | - | - | -- | -- | -- | --- | --- |
| Belgia                | 10 | 7 | 2 | 1  | 24 | 5  | +19 | 23  |
| Țara Galilor          | 10 | 6 | 3 | 1  | 11 | 4  | +7  | 21  |
| Bosnia și Herțegovina | 10 | 5 | 2 | 3  | 17 | 12 | +5  | 17  |
| Israel                | 10 | 4 | 1 | 5  | 15 | 14 | +1  | 13  |
| Cipru                 | 10 | 4 | 0 | 6  | 16 | 17 | −1  | 12  |
| Andorra               | 10 | 0 | 0 | 10 | 4  | 36 | −32 | 0   |

## Meciuri
Programul a fost anunțat de UEFA în aceeași zi cu tragerea la sorți, pe 23 februarie 2014, la Nisa. Orele de început sunt CET/CEST (ora locală este în paranteze).
| Andorra        | 1–2    | Țara Galilor  |
| -------------- | ------ | ------------- |
| Lima 6' (pen.) | Report | Bale 22', 81' |

| Bosnia și Herțegovina | 1–2    | Cipru              |
| --------------------- | ------ | ------------------ |
| Ibišević 6'           | Report | Christofi 45', 73' |

| Belgia                                                          | 6–0    | Andorra |
| --------------------------------------------------------------- | ------ | ------- |
| De Bruyne 31' (pen.), 34' Chadli 37' Origi 59' Mertens 65', 68' | Report |         |

| Cipru        | 1–2    | Israel                  |
| ------------ | ------ | ----------------------- |
| Makrides 67' | Report | Damari 38' Ben Haim 45' |

| Țara Galilor | 0–0    | Bosnia și Herțegovina |
| ------------ | ------ | --------------------- |
|              | Report |                       |

| Andorra         | 1–4    | Israel                                 |
| --------------- | ------ | -------------------------------------- |
| Lima 15' (pen.) | Report | Damari 3', 41', 82' Hemed 90+6' (pen.) |

| Bosnia și Herțegovina | 1–1    | Belgia         |
| --------------------- | ------ | -------------- |
| Džeko 28'             | Report | Nainggolan 51' |

| Țara Galilor                  | 2–1    | Cipru     |
| ----------------------------- | ------ | --------- |
| Cotterill 13' Robson-Kanu 23' | Report | Laban 36' |

| Belgia | 0–0    | Țara Galilor |
| ------ | ------ | ------------ |
|        | Report |              |

| Cipru                                               | 5–0    | Andorra |
| --------------------------------------------------- | ------ | ------- |
| Merkis 10' Efrem 31', 42', 60' Christofi 87' (pen.) | Report |         |

| Israel                             | 3–0    | Bosnia și Herțegovina |
| ---------------------------------- | ------ | --------------------- |
| Vermouth 36' Damari 45' Zahavi 70' | Report |                       |

| Israel | 0–3    | Țara Galilor               |
| ------ | ------ | -------------------------- |
|        | Report | Ramsey 45+1' Bale 50', 77' |

| Andorra | 0–3    | Bosnia și Herțegovina |
| ------- | ------ | --------------------- |
|         | Report | Džeko 13', 49', 62'   |

| Belgia                                                 | 5–0    | Cipru |
| ------------------------------------------------------ | ------ | ----- |
| Fellaini 21', 66' Benteke 35' Hazard 67' Batshuayi 80' | Report |       |

| Israel | 0–1    | Belgia      |
| ------ | ------ | ----------- |
|        | Report | Fellaini 9' |

| Andorra                | 1–3    | Cipru                 |
| ---------------------- | ------ | --------------------- |
| Dossa Júnior 2' (aut.) | Report | Mitidis 13', 45', 53' |

| Bosnia și Herțegovina      | 3–1    | Israel          |
| -------------------------- | ------ | --------------- |
| Višća 42', 75' Džeko 45+2' | Report | Ben Haim II 41' |

| Țara Galilor | 1–0    | Belgia |
| ------------ | ------ | ------ |
| Bale 25'     | Report |        |

| Belgia                                       | 3–1    | Bosnia și Herțegovina |
| -------------------------------------------- | ------ | --------------------- |
| Fellaini 23' De Bruyne 44' Hazard 78' (pen.) | Report | Džeko 15'             |

| Cipru | 0–1    | Țara Galilor |
| ----- | ------ | ------------ |
|       | Report | Bale 82'     |

| Israel                                           | 4–0    | Andorra |
| ------------------------------------------------ | ------ | ------- |
| Zahavi 3' Bitton 22' Hemed 26' (pen.) Dabour 38' | Report |         |

| Țara Galilor | 0–0    | Israel |
| ------------ | ------ | ------ |
|              | Report |        |

| Bosnia și Herțegovina            | 3–0    | Andorra |
| -------------------------------- | ------ | ------- |
| Bičakčić 14' Džeko 30' Lulić 45' | Report |         |

| Cipru | 0–1    | Belgia     |
| ----- | ------ | ---------- |
|       | Report | Hazard 86' |

| Andorra         | 1–4    | Belgia                                                      |
| --------------- | ------ | ----------------------------------------------------------- |
| Lima 51' (pen.) | Report | Nainggolan 19' De Bruyne 42' Hazard 56' (pen.) Depoitre 64' |

| Bosnia și Herțegovina  | 2–0    | Țara Galilor |
| ---------------------- | ------ | ------------ |
| Đurić 71' Ibišević 90' | Report |              |

| Israel     | 1–2    | Cipru                          |
| ---------- | ------ | ------------------------------ |
| Bitton 76' | Report | Dossa Júnior 58' Demetriou 80' |

| Belgia                               | 3–1    | Israel    |
| ------------------------------------ | ------ | --------- |
| Mertens 64' De Bruyne 78' Hazard 84' | Report | Hemed 88' |

| Cipru                         | 2–3    | Bosnia și Herțegovina         |
| ----------------------------- | ------ | ----------------------------- |
| Charalambidis 32' Mitidis 41' | Report | Medunjanin 13', 44' Đurić 67' |

| Țara Galilor        | 2–0    | Andorra |
| ------------------- | ------ | ------- |
| Ramsey 50' Bale 86' | Report |         |

## Golgheteri
7 goluri
- Edin Džeko
- Gareth Bale

5 goluri
- Eden Hazard
- Kevin De Bruyne
- Omer Damari

4 goluri
- Marouane Fellaini
- Nestoras Mitidis

3 goluri
- Ildefons Lima
- Dries Mertens
- Demetris Christofi
- Georgios Efrem
- Tomer Hemed

2 goluri
- Radja Nainggolan
- Milan Đurić
- Vedad Ibišević
- Haris Medunjanin
- Edin Višća
- Tal Ben Haim II
- Nir Bitton
- Eran Zahavi
- Aaron Ramsey

1 gol
- Michy Batshuayi
- Christian Benteke
- Nacer Chadli
- Radja Nainggolan
- Divock Origi
- Ermin Bičakčić
- Senad Lulić
- Constantinos Charalambidis
- Jason Demetriou
- Dossa Júnior
- Vincent Laban
- Constantinos Makrides
- Giorgos Merkis
- Moanes Dabour
- Gil Vermouth
- David Cotterill
- Hal Robson-Kanu

1 autogol
- Dossa Júnior (jucând contra Andorrei)

## Disciplină
Un jucător este suspendat automat pentru următorul meci dacă a comis următoarele ofense:
- Primirea unui cartonaș roșu (suspendarea poate fi extinsă pentru injurii mai serioase)
- Primirea a trei cartonașe galbene în trei meciuri diferite, precum și după al cincilea și oricare altul (suspendările sunt valabile și pentru baraj, dar nu și pentru turneul final sau pentru viitoarele meciuri internaționale)

Următorii jucători au fost (sau vor fi) suspendați pentru unul dintre meciurile din preliminarii:
| Națională             | Jucător            | Avertizat | Suspendat                                                             |
| --------------------- | ------------------ | --- | --------------------------------------------------------------------- |
| Andorra               | Moisés San Nicolás | contra Ungariei (15 octombrie 2013)                                                                                              | contra Țării Galilor (9 septembrie 2014)                              |
| Andorra               | Márcio Vieira      | contra Țării Galilor (9 septembrie 2014) contra Belgiei (10 octombrie 2014) contra Bosniei și Herțegovinei (28 martie 2015)      | contra Ciprului (12 iunie 2015)                                       |
| Andorra               | Jordi Rubio        | contra Israelului (13 octombrie 2014) contra Ciprului (12 iunie 2015) contra Israelului (3 septembrie 2015)                      | contra Bosniei și Herțegovinei (6 septembrie 2015)                    |
| Andorra               | Josep Ayala        | contra Belgiei (10 octombrie 2014) contra Ciprului (12 iunie 2015) contra Bosniei și Herțegovinei (6 septembrie 2015)            | contra Belgiei (10 octombrie 2015)                                    |
| Andorra               | Cristian Martínez  | contra Israelului (13 octombrie 2014) contra Ciprului (16 noiembrie 2014) contra Bosniei și Herțegovinei (6 septembrie 2015)     | contra Belgiei (10 octombrie 2015)                                    |
| Andorra               | Víctor Rodríguez   | contra Bosniei și Herțegovinei (6 septembrie 2015)                                                                               | contra Belgiei (10 octombrie 2015)                                    |
| Belgia                | Vincent Kompany    | contra Israelului (31 martie 2015)                                                                                               | contra Țării Galilor (12 iunie 2015)                                  |
| Bosnia și Herțegovina | Toni Šunjić        | contra Israelului (16 noiembrie 2014)                                                                                            | contra Andorrei (28 martie 2015)                                      |
| Bosnia și Herțegovina | Muhamed Bešić      | contra Andorrei (6 septembrie 2015)                                                                                              | contra Țării Galilor (10 octombrie 2015)                              |
| Cipru                 | Vincent Laban      | contra Bosniei și Herțegovinei (9 septembrie 2014) contra Israelului (10 octombrie 2014) contra Andorrei (12 iunie 2015)         | contra Țării Galilor (3 septembrie 2015)                              |
| Israel                | Eitan Tibi         | contra Țării Galilor (28 martie 2015)                                                                                            | contra Belgiei (31 martie 2015)                                       |
| Israel                | Lior Refaelov      | contra Ciprului (10 octombrie 2014) contra Țării Galilor (28 martie 2015) contra Belgiei (31 martie 2015)                        | contra Bosniei și Herțegovinei (12 iunie 2015)                        |
| Israel                | Sheran Yeini       | contra Bosniei și Herțegovinei (16 noiembrie 2014) contra Belgiei (31 March 2015) contra Bosniei și Herțegovinei (12 iunie 2015) | contra Andorrei (3 septembrie 2015)                                   |
| Țara Galilor          | Andy King          | contra Ciprului (13 octombrie 2014)                                                                                              | contra Belgiei (16 noiembrie 2014) contra Israelului (28 martie 2015) |
| Țara Galilor          | Joe Allen          | contra Andorrei (9 septembrie 2014) contra Belgiei (16 noiembrie 2014) contra Belgiei (12 iunie 2015)                            | contra Ciprului (3 septembrie 2015)                                   |